# 軟式
| ウィキペディアには「軟式」という見出しの百科事典記事はありません（タイトルに「軟式」を含むページの一覧/「軟式」で始まるページの一覧）。 代わりにウィクショナリーのページ「軟式」が役に立つかもしれません。 |